# 井上絵美子
井上 絵美子（いのうえ えみこ、9月6日- ）は、東京都生まれの競技麻雀のプロ雀士。日本プロ麻雀連盟所属。団体内の段位は三段。夫は同団体の森下剛任。

## 経歴・人物
- 高打点の雀風であることからキャッチコピーは「剛腕シンデレラ」

## 獲得タイトル
- 麻雀最強戦2020全日本プロ選手権優勝[4]、決勝戦3位[5]
- 第4回姫ロン杯 チャンピオンシップ優勝[6]

## 出演

### テレビ
- 女流雀士 プロアマNo.1決定戦 てんパイクイーン（2016年 - 、テレ朝チャンネル2）シーズン1～2に出場

## 書籍

### 写真集
- 日本プロ麻雀連盟 女流プロ写真集 国士無双 和泉由希子・高宮まり・東城りお・井上絵美子 ほか 全13名（2013年12月26日、竹書房）ISBN 978-4812497746